# Idoma
Gli Idoma sono un gruppo etnico della Nigeria centrale, che vive principalmente nel settore occidentale dello stato di Benue, e in misura minore negli stati di Taraba, Cross River, Enugu, Kogi e Nassarawa. Parlano la lingua idoma, appartenente al ramo Volta-Niger delle lingue niger-kordofaniane.

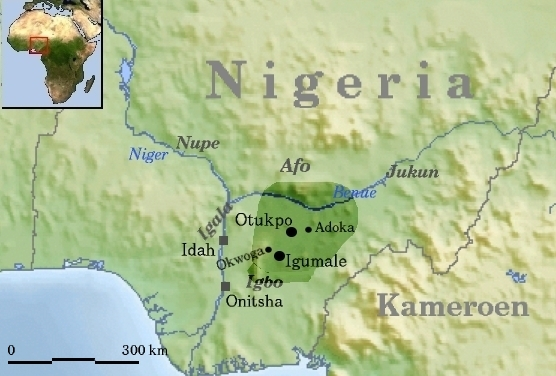
Il territorio Idoma in Nigeria

## Storia
La tradizione orale idoma individua un mitico progenitore di nome Iduh, che ebbe molti figli, ciascuno dei quali fu l'antenato di una delle tribù idoma. La storia documentale ha combinato la storia orale con dati genealogici e analisi dei totem di parentela, per tracciare le radici del popolo Idoma nel suo insieme. Un noto studioso del popolo Idoma, E.O. Erim, cita dati genealogici, raccolti dalla maggior parte dei gruppi moderni Idoma, suggerendo che essi derivino da diversi gruppi etnici, ciascuno con un'origine storica diversa. Erim sostiene che, sebbene Iduh fosse probabilmente un leader delle migrazioni Idoma, non era il "padre" degli Idoma nel senso implicito nella tradizione di cui sopra, ed è difficile accettare l'idea che ogni gruppo Idoma discenda dallo stesso antenato comune.
Gli Idoma rivendicano una patria ancestrale chiamata Apa, situata a nord-est dell'attuale Idomaland, e abbandonata a causa delle pressioni degli invasori dal nord 300 anni fa. La terra di Apa di cui parlano le storie Idoma faceva probabilmente parte del regno storico di Kwararafa (Okolofa in lingua idoma), una confederazione di diversi popoli guidati dal popolo Jukun. Attualmente esiste un'area governativa locale nello stato di Benue chiamata Apa, e gli Idoma ritengono che sia la casa di coloro che effettuarono la prima migrazione dal regno di Kwararafa. 
Altri studiosi puntano invece a un'origine meridionale del popolo Idoma, indicando prove storiche e linguistiche che suggeriscono che gli Idoma abbiano legami con il popolo Igala a ovest, e concludendo che le due nazioni provenivano da un antenato comune. Angulu (1981) nota che Igala e Igbo hanno importanti relazioni storiche, ancestrali e culturali, e che tanto gli Igala quanto gli Idoma potrebbero avere radici comuni tracciabili al regno di Nri, un'entità statuale fiorita nella Nigeria sudorientale tra il IX e il XIX secolo e dominata dall'etnia Igbo.